# José García Obrero
José García Obrero (Santa Coloma de Gramanet, 1973) es un poeta español.

## Biografía
García Obrero se licenció en Historia por la Universidad de Barcelona en 1996. Posteriormente residió en Roma, para terminar recalando en Córdoba, ciudad en la que vive desde 1997, y en cuya vida cultural participa activamente.
Entre los años 2003 y 2006 dirigió las publicaciones culturales cordobesas Perfil del Aire y Girándula.
Desde 2006 a 2012 coordinó, junto con el escritor Óscar Sotillos, el colectivo de poesía visual El Píxel en el Ojo, con el que llevaron a cabo exposiciones colectivas en el Festival Internacional de Poesía Cosmopoética, en Córdoba (2009), así como en la Filmoteca de Andalucía.
En 2013, codirigió, en compañía de Antonio Jesús Luna, el ciclo de poesía digital Soledades 2.0. No moderno artificio, en la que participaron diversos creadores que aúnan en sus obras literatura y tecnología.
A partir del año 2013 se centra en su producción poética, resultando finalista del Premio Ciudad Alcalá de Hernares en 2013 y alzándose con el Premio Ciudad de Burgos en 2016 con La piel es periferia. En 2022 resulta finalista del Premio Andalucía de la Crítica de poesía con Tocar arcilla al fondo.
Desde 2014 es redactor de la revista de poesía contemporánea en lenguas peninsulares Caravansari y colabora con el suplemento cultural de Diario Córdoba Cuadernos del Sur.

## Publicaciones

### Poesía
- Un dios enfrente (Santa Coloma de Gramenet, La Garúa, 2013). Poesía, 92 páginas. ISBN 978-84-940575-7-1
- Mi corazón no es alimento (Sevilla, Ediciones En Huida, 2014). Poesía, 100 páginas. ISBN 978-84-942260-7-6
- La piel es periferia (Madrid, Visor, 2017). Poesía, 72 páginas. ISBN 978-84-9895-980-2
- Tocar arcilla al fondo (Sevilla, La Isla de Siltolá, 2021). Poesía, 73 páginas. ISBN 978-84-17352-79-0
- Hueso (Barcelona, Godall Ediciones, 2022). Poesía, 66 páginas. ISBN: 978-84-125808-1-5

### Traducciones
- Mal, traducción de la obra de Jordi Valls i Pozo (Granada, Editorial Valparaíso, 2015). Poesía, 140 páginas. ISBN 978-84-943577-9-4[1]
- Penumbras, antología bilingüe de Jordi Valls i Pozo (Barcelona, Godall Edicions, 2019). Poesía, 141 páginas. ISBN: 978-84-120684-3-6